# Asiaster calcator
Asiaster calcator är en skalbaggsart som beskrevs av Cooman 1948. Asiaster calcator ingår i släktet Asiaster och familjen stumpbaggar. Inga underarter finns listade i Catalogue of Life.